# Symfonie nr. 8 (Sibelius)

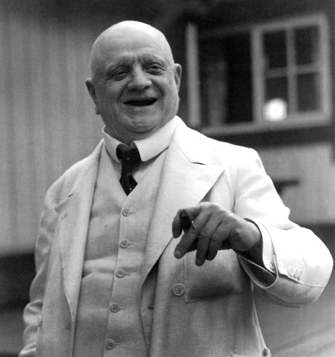
Jean Sibelius

De Symfonie nr. 8 van de Finse componist Jean Sibelius (1865–1957) is een symfonie waaraan hij na voltooiing van het symfonisch gedicht Tapiola begon, maar die waarschijnlijk nooit is voltooid. Volgens bronnen zou de componist het manuscript uiteindelijk hebben verbrand.

## Ontstaan
Sibelius' achtste symfonie is met mysterie omgeven. Zeker lijkt dat hij in 1928 aan het werk begon. In brieven, onder meer aan zijn vrouw Aino, maar ook aan dirigenten als Serge Koussevitzky en Basil Cameron heeft de componist meermalen de indruk gewekt dat de symfonie al vergevorderd was. Zo werd op enig moment de wereldpremière aan Koussevitzky beloofd, welke eerst in 1931, later in 1932 plaats zou vinden, terwijl Cameron in 1933 de eerste Engelse uitvoering zou mogen leiden.
Intussen liet hij weinig los over de inhoud van de compositie. Sibelius liet wel weten, dat het stuk ongeveer veertig minuten zou duren en dat het qua stijl aansloot bij zijn jongste orkestwerken, Tapiola, de zevende symfonie en de toneelmuziek bij The Tempest van Shakespeare. Daarnaast sprak hij zichzelf regelmatig tegen: hij vertelde zowel dat de symfonie al goeddeels voltooid was, als dat het werk nog alleen in zijn gedachten bestond.
In elk geval bestelde hij tot diep in de jaren dertig regelmatig grote hoeveelheden muziekpapier, terwijl een nota uit 1937 bewijst dat een groot werk gebonden is. Of het om een versie van de achtste symfonie gaat, is echter onduidelijk.
Sibeliusbiograaf Andrew Barnett stelt dat de componist het werk niet voltooid kreeg, omdat hem, nadat zijn financiële situatie na jarenlang ploeteren eindelijk op orde was, de innerlijke noodzaak ontbrak om verder te componeren. Dat lijkt in tegenspraak met wat zijn secretaris Senteri Levas in 1986 noteerde. Volgens Levas was Sibelius tot in de jaren vijftig nog maar met één compositie bezig, zijn achtste symfonie. Wanneer bij Sibelius geïnformeerd werd naar de mogelijkheid hem een compositieopdracht te verstrekken, verwees de componist steeds naar dat andere, grotere werk, dat hem bezig hield, zijn nieuwe symfonie.

## Zelfkritiek
Naarmate Sibelius ouder werd, nam zijn zelfkritiek toe. Met name in de Verenigde Staten en het Verenigd Koninkrijk nam zijn populariteit in de jaren dertig toe. Zijn werken werden veel gespeeld en de eerste opnamen verschenen. Sibelius voelde de druk met iets geheel nieuws te komen. Blijkbaar heeft die druk hem verhinderd de symfonie te voltooien, of, zo deze al wel voltooid was, voor uitvoering vrij te geven.
Zijn kleinzoon Erkki Virkunen herinnerde zich in de jaren negentig nog, hoe hij in 1945 naar het huis van zijn grootouders kwam, waar zijn grootmoeder op dat moment de wanhoop nabij was. Sibelius had eerder die dag een groot aantal papieren in het haardvuur gegooid en Virkunen neemt aan dat de partituur van de achtste symfonie daaronder was.
Toen de familie Sibelius in 1982 het archief van de componist aan de Finse nationale bibliotheek en de Universiteit van Helsinki schonk, kwamen tal van nieuwe werken tevoorschijn. Het ging daarbij vooral om jeugdwerken. De achtste symfonie zat er niet bij en volgens de familie waren er ook geen manuscripten meer over.

## Fragmenten
Het blijft onduidelijk of Sibelius de symfonie echt vernietigd heeft, of dat de muziek hetzelfde lot heeft getroffen als de oorspronkelijke Karelia-muziek, opus 10 en 11 en de oerversie van de vijfde symfonie. Van beide stukken werd ook aangenomen dat zij door de componist waren verbrand, terwijl ze uiteindelijk boven water zijn gekomen. Ook als de symfonie zelf voorgoed verdwenen is, zijn er nog resten.
Het bekendst is de Surusoitto, opus 111b; treurmuziek, door Sibelius in 1931 geschreven na de dood van zijn vriend, de schilder Akseli Gallen-Kallela. Het stuk moest tijdens diens uitvaart worden uitgevoerd, zodat er weinig tijd was voor een geheel nieuwe compositie. Naar alle waarschijnlijkheid, het verhaal komt van Sibelius' weduwe, putte de componist voor deze treurmuziek uit het langzame deel van zijn symfonie-in-wording.
In een partituur van de zevende symfonie schreef Sibelius wat schetsen voor wat zijn achtste had moeten worden en ook die zijn bekend.
Pas in 2004 kwam Nors Josephson, redacteur van de kritische uitgave van Sibelius' œuvre, tussen het circa achthonderd pagina's tellende archief dat de familie in 1982 had overgedragen, een aantal schetsen tegen dat naar zijn mening tot de symfonie behoorde. Op basis daarvan veronderstelde hij zelfs dat het hele werk gereconstrueerd kon worden, zoals dat in recente jaren ook met de derde symfonie van Edward Elgar is gebeurd. Die veronderstelling lijkt vooralsnog te optimistisch, omdat geen samenhangend torso van de symfonie is overgeleverd of gevonden.
In 2011 stuitte de Finse musicoloog Timo Virtanen in de papieren van de componist op drie fragmenten, die naar alle waarschijnlijkheid tot de symfonie behoren. Deze waren dusdanig compleet dat ze konden worden uitgevoerd. Op 30 oktober 2011 werden zij voor het eerst gespeeld door het Filharmonisch Orkest van Helsinki onder leiding van John Storgårds. De fragmenten laten inderdaad de late Sibeliusstijl horen.
Sibelius zelf was intussen duidelijk over zijn terughoudendheid om nog nieuwe muziek te publiceren. In 1948 zei hij: "Ik heb liever stilte dan één overbodige noot".

## Weblinks
- https://web.archive.org/web/20140122151341/http://www.hs.fi/english/article/Is+this+the+sound+of+Sibeliuss+lost+Eighth+Symphony/1135269867060 (over de vondst van de fragmenten)
- https://web.archive.org/web/20111121232044/http://www.hs.fi/english/article/Jean%2BSibeliuss%2Bown%2Bcomments%2Bon%2Bhis%2BEighth%2BSymphony/1135269862790 (uitspraken van Sibelius over zijn achtste symfonie)
- https://web.archive.org/web/20130927123425/http://www.hs.fi/english/article/Sibelius+letters+unearthed+from+document+case/1135269862584 (brieven van Sibelius aan zijn kopiist Paul Voigt met betrekking tot de symfonie)
- http://www.youtube.com/watch?v=HmIGn97BXs8 (de fragmenten van de symfonie)
- http://www.youtube.com/watch?v=MZ43bQyT8t4 (de twee orgelstukken, opus 111; opus 111b zou gebaseerd zijn op het langzame deel van de symfonie)